# Phase One
Phase One é uma empresa dinamarquesa especializada em produzir equipamentos e softwares para fotografia, foi fundada por Samir Léhaff em 1993e sua sede fica na cidade de Copenhague, Dinamarca. 
Desenvolve e fabrica câmeras, lentes, softwares de imagem, equipamentos de imagem para mapeamento aéreo, inspeção industrial e digitalização entre outros. 

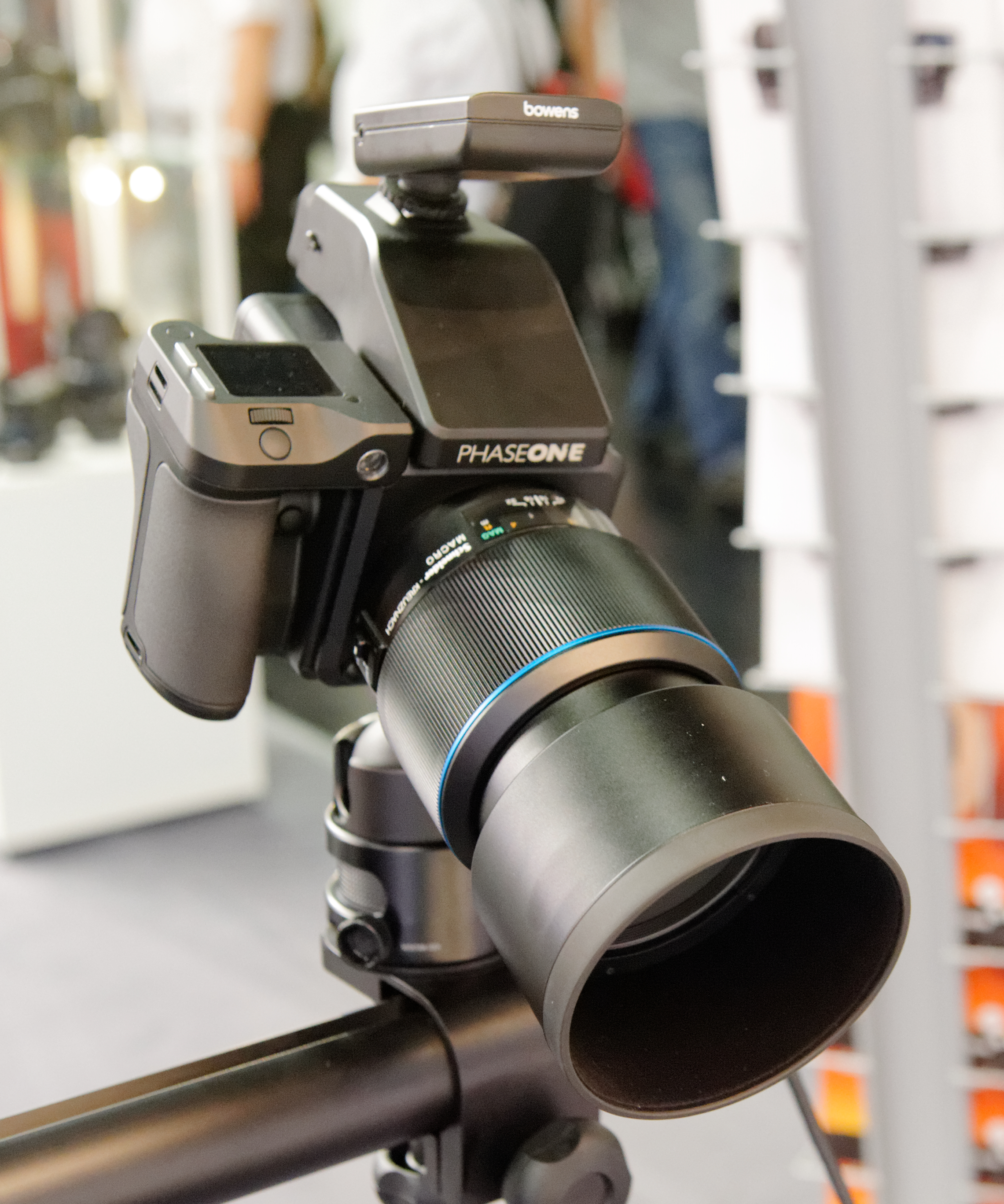
Câmera produzida pela Phase One.

As primeiras patentes da empresa abrangiam várias ideias sobre o uso de sensores de movimento em câmeras digitais. Com o tempo, à medida que as câmeras digitais e smartphones se tornaram populares, a Phase One conseguiu patentear três funções importantes:
- Registro de Orientação: Um sensor de movimento integrado à câmera registra a direção da foto e armazena essa informação, garantindo que a imagem seja exibida corretamente em outros dispositivos e ao ser impressa.[4]

- Ajuste a Vibrações: O sensor de movimento ajusta-se às vibrações, útil para fotos em baixa luminosidade, com lentes longas ou mãos trêmulas.[4]

- Estabilidade da Imagem: A função que mantém a imagem na tela do telefone estável quando você o segura horizontalmente, evitando que a imagem mude entre vertical e horizontal constantemente.[4]

A Phase One foi responsável pela tecnologia que faz com que as fotos em um telefone girem na orientação correta. Essa invenção foi patenteada com a ajuda da empresa Plougmann Vingtoft e é utilizada em smartphones e câmeras digitais do mundo atual.
Ela também licencia suas patentes com outras fabricantes equipamentos para imagem e vídeo.
Em 2009 comprou 45% da japonesa Mamiya e em dezembro de 2015, adquiriu o restante da empresa, ficando com 100% da companhia.
Em fevereiro de 2014, 60% da Phase One foi comprada pela empresa de private equity britânica Silverfleet Capital.
Em junho de 2019 foi comparada pela empresa de investimentos dinamarquesa Axcel por 230 milhões de dólares.